# Sergio del Molino
Sergio del Molino (Madrid, 16 agosto 1979) è uno scrittore spagnolo.

## Biografia
Nato a Madrid nel 1979, ha esordito nella narrativa nel 2009 con la raccolta di racconti Malas influencias.
Nel corso della sua carriera ha pubblicato romanzi, saggi, racconti e un memoir, Nell'ora violetta, nel quale ha raccontato della perdita del figlio a causa di una grave leucemia.
Vincitore nel 2024 del Premio Alfaguara con il romanzo Los alemanes, collabora con riviste culturali e trasmissioni televisive e radiofoniche.

## Opere
- Malas influencias (2009)
- Soldados en el jardín de la paz (2009)
- El restaurante favorito de Nina Hagen (2011)
- No habrá más enemigo (2012)
- Nell'ora violetta (La hora violeta, 2013), Palermo, Sellerio, 2017 traduzione di Maria Nicola ISBN 88-389-3626-9.
- Lo que a nadie le importa (2014)
- La Spagna vuota: viaggio in un Paese che non c'è mai stato (La España vacía, 2016), Palermo, Sellerio, 2019 traduzione di Maria Nicola ISBN 88-389-3966-7.
- La mirada de los peces (2017)
- En el País del Bidasoa (2018)
- Lugares fuera de sitio. Viaje por las fronteras insólitas de España (2018)
- Calomarde (2020)
- Pelle (La piel, 2020), Palermo, Sellerio, 2022 traduzione di Maria Nicola ISBN 978-88-389-4447-5.
- Contra la España vacía (2021)
- Atlas sentimental de la España vacía (2021)
- Un tal González (2022)
- Los alemanes (2024)

## Premi e riconoscimenti

### Vincitore
Premio Alfaguara
- 2024 con Los alemanes[7]